# Sport Club Mangueira

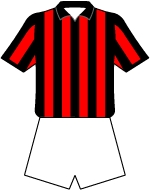
Uniforme do Mangueira.

Sport Club Mangueira foi uma agremiação esportiva da cidade do Rio de Janeiro, fundada em 29 de julho de 1906.

## História
Fundado por operários da fábrica ‘Chapéus Mangueira’, no dia 29 de julho de 1906, o rubro-negro tijucano, atuou na Rua Desembargador Isidro, 72. Nos dias de hoje, o local onde antes residia o estádio, abrange parte do clube Tijuca Tênis Clube. Ao todo, a SC Mangueira participou de onze campeonatos cariocas (1909, 1912 e 1913, 1917 a 1924).
No dia 30 de maio de 1909, no campo da Rua Voluntários da Pátria, o Mangueira sofreu a sua pior humilhação, que ironicamente colocou o time no Livro dos Recordes: Botafogo 24 a 0, sendo a maior goleada em campeonatos regionais, de todos os tempos. Os gols foram: Gilbert Hime (9), Flávio Ramos (7), Monk (2), Lulú Rocha (2), Raul Rodrigues, Dinorah, Henrique Teixeira e Emmanuel Sodré.
A SC Mangueira, que jogou com 10 jogadores, teve o seguinte time: Luiz Guimarães, José Perez e Carlos Mongey; Victor, Jonas Cunha e Justino Fortes; Alberto Rocha, João Pereira, Menezes e Maranhão. Botafogo: Coggin; Raul Rodrigues e Dinorah; Rolando de Lamare, Lulú Rocha e Edgard Pullen; Henrique Teixeira, Flávio Ramos, Monk, Gilbert Hime e Emmanuel Sodré.
O uniforme da SC Mangueira era camisa listrada na vertical vermelha e preta e calções brancos. A melhor colocação aconteceu em 1913 e 1917, quando terminou em oitavo lugar, dentre dez participantes. Após uma seqüência de insucessos, a agremiação decidiu abandonar a competição em 1921.
Foi criado no bairro da Tijuca, na zona norte do Rio de Janeiro, por operários da fábrica Chapéus Mangueira. Como a maioria de seus funcionários morava no morro, a localidade em que viviam passou se chamar Mangueira, de onde nasce a Estação Primeira de Mangueira.
Suas cores eram vermelho e preto.
O time foi extinto em 1927 e fundiu-se ao Flamengo.

## Histórico em competições oficiais

### Campeonato Carioca
| Ano  | Posição | Ano  | Posição | Ano  | Posição |  |
| ---- | ------- | ---- | ------- | ---- | ------- |  |
| 1909 | 6º      | 1918 | 10º     | 1922 | 6°      |  |
| 1912 | 8º      | 1919 | 9º      | 1923 | 2º      |  |
| 1913 | 8º      | 1920 | 10º     | 1924 | 6º      |  |
| 1917 | 8º      | 1921 | 4°      |      |         |  |

## Símbolos

### Distintivo
Seu escudo uma bola de futebol vermelha com as iniciais S.C.M. em preto.

### Uniforme
Seu uniforme era camisa listrada na vertical vermelha e preta e calções brancos.

## Fonte
- VIANA, Eduardo. Implantação do futebol Profissional no Estado do Rio de Janeiro. Rio de Janeiro: Editora Cátedra, s/d.